# Magyar Bencés Kongregáció
A Magyar Bencés Kongregációt 1514-ben hívta életre Tolnai Máté pannonhalmi főapát, aki a királyi alapítású monostorokat szövetségbe tömörítette. Ezzel a magyar kongregáció a harmadik legrégebbi a világon, csak a cassinói és az angol kongregáció előzi meg időrendben.
A török időkben a szerzetesi élet majdnem teljesen megszűnt, majd 1637-ben a szerzetesek visszatértek Pannonhalmára. A török kiűzése után felélesztették a tihanyi, bakonybéli és dömölki apátságokat, amelyek apátját a pannonhalmi főapát nevezte ki. Mivel az apátságokért a bécsi udvarnak kellett volna fegyverváltságot fizetni, s a kongregációnak erre nem volt pénze, ezért, hogy az apátságok ne enyésszenek el – Tihanyt Altenburg, Zalavárat, amit Zalaapátiban építettek újra, és Telkit Göttwieg váltotta vissza.
1786-ban II. József feloszlatta a rendet, azonban unokaöccse és utóda, I. Ferenc 1802-ben visszaállította, azzal a feltétellel, hogy ezután tanítaniuk kell. Így 1802–1948 között a rend kilenc gimnáziumot tartott fenn: Győr, Kőszeg, Sopron, Komárom, Pápa, Esztergom, Budapest, Pannonhalma, Csepel. A rend iskoláit 1948-ban államosították, majd 1950-ben a rendet részlegesen feloszlatták. A kb. 300 szerzetesből 70 maradhatott a rendi keretben, illetve visszakapták a győri és a pannonhalmi gimnáziumot. Ekkor a fiatal szerzetesek egy része külföldre ment, ők alapították meg São Paulóban a Szent Gellért-apátságot, illetve Kaliforniában a woodside-i Szent István Perjelséget.
1990-től ismét szabadon működhet a rend, így 1994-ben újjáalakult a Tihanyi apátság és a komáromi rendház, majd 1998-ban a bakonybéli monostor.
A kongregációnak jelenleg 8 rendháza van, ebből négy önálló monostor: a Pannonhalmi Bencés Főapátság, a São Pauló-i apátság, a tihanyi perjelség és a győri perjelség. Míg Komárom, Bakonybél, a budapesti Tanulmányi Ház és a Domus Religiosa in Zeiselhof Pannonhalmától függő rendház.
2012-ben a kongregációnak 94 tagja volt, ebből 72 fő élt Magyarországon. A rend legidősebb tagjai: Olofsonn Placid (2017-ig), Jáki Zénó és Takács Dénes. Életének 101., papságának 78. évében 2017. január 15-én, vasárnap este visszaadta lelkét Teremtőjének Olofsson Placid atya, bencés szerzetes.
A kongregáció prézes apátja, s egyben pannonhalmi főapát 2018-tól Hortobágyi T. Cirill. További elöljárók: Christiano Oliviera São Pauló-i apát, Mihályi Jeromos tihanyi perjel, Sárai-Szabó Kelemen győri perjel, Baán Izsák bakonybéli perjel, Nyiredy Maurus komáromi házfőnök és Amtmann Othmar ürgemajori házfőnök.